# Jupiter (2023)
Jupiter ist ein Science-Fiction-Thriller und das Spielfilmdebüt von Benjamin Pfohl. Das Coming-of-Age-Drama setzt den gleichnamigen Kurzfilm des Regisseurs aus dem Jahr 2019 fort und erzählt die Geschichte eines Teenagers. Sie muss sich mit ihrer Hingabe an einen kosmischen Kult auseinandersetzen, der ihr ein höheres Dasein auf dem Jupiter verspricht. Der Film feierte Anfang Oktober 2023 beim Zurich Film Festival seine Premiere. Im Januar 2025 kam Jupiter in die deutschen Kinos.

## Handlung
Barbara und Thomas brechen mit ihrer Teenager-Tochter Lea und ihrem Sohn Paul zu einer abgelegenen, ländliche Gemeinde auf. Sie sind Mitglieder einer Sekte. Ein Guru hat dort eine Gruppe anlässlich des Kometen Calypso zusammengerufen, der der Erde in Kürze sehr nah kommen wird. Der Kult verspricht sich von dieser Begegnung die Möglichkeit, spirituell auf den Jupiter zu reisen und dort zu einem paradiesischen ewigen Leben zu finden. Lea verteidigt die Lehren der Sekte anfangs zwar gegen ihre Mitschüler, ist aber entsetzt, als sie bemerkt, dass das Kometen-Ritual das „Loslösen“ von den körperlichen Hüllen einschließt, die Gläubigen also einen Massenselbstmord planen. Zum Schein lässt sie sich auf das Ritual ein und lässt auch zu, dass ihre Eltern den geistig stark eingeschränkten Paul an einen Gifttropf anschließen. Nur den eigenen Tropf manipuliert Lea im letzten Moment des Rituals. Während die Kult-Angehörigen um sie herum das Bewusstsein verlieren, befreit sie sich und flieht ins Freie. In den letzten Szenen wird der Komet gezeigt, der als riesiger Feuerball über den Himmel fährt und zum Jupiter zurückkehrt. Ob das Ritual für die Sekte den erhofften Effekt hatte, bleibt offen.

## Produktion
Regie führte Benjamin Pfohl, der gemeinsam mit Silvia Wolkan auch das Drehbuch schrieb. Der 1985 geborene Pfohl baute für Jupiter seinen gleichnamigen Kurzfilm aus, der im Mai 2019 bei den Internationalen Filmfestspiele von Cannes seine Premiere feierte. Der Kurzfilm zeigt die Familie auf dem Weg zu einer Alpenhütte, um dem kosmischen Ereignis beizuwohnen. 
Mariella Aumann spielt Lea, Laura Tonke und Andreas Döhler ihre Eltern Barbara und Thomas und Henry Kofahl ihren autistischen Bruder Paul. Ulrich Matthes spielt den Guru. In weiteren Rollen sind Antonia Fulss, Dana Geissler, Emily Heidenreich, Anna Gesa-Raija Lappe und Thomas Limpinsel zu sehen.
Pfohl erhielt für seinen Film vom FilmFernsehFonds Bayern eine Nachwuchsförderung in Höhe von 300.000 Euro. Der Deutsche Filmförderfonds gewährte eine Produktionsförderung in Höhe von 170.000 Euro.
Die Dreharbeiten fanden von Mitte Mai bis Mitte Juni 2022 in München und Umgebung statt. Als Kameramann fungierte Tim Kuhn, mit dem Pfohl bereits für seinen Kurzfilm Jupiter zusammenarbeitete.
Die Premiere des Films fand am 1. Oktober 2023 beim Zurich Film Festival statt. Im Dezember 2023 wurde er beim Les Arcs Film Festival vorgestellt. Im Oktober 2024 wurde er beim Leeds International Film Festival und bei den Internationalen Hofer Filmtagen gezeigt. Im November 2024 wurde Jupiter beim Braunschweig International Film Festival und beim Wiesbadener Exground Filmfest vorgestellt. Der Kinostart in Deutschland war am 23. Januar 2025.

## Rezeption

### Altersfreigabe und Kritiken

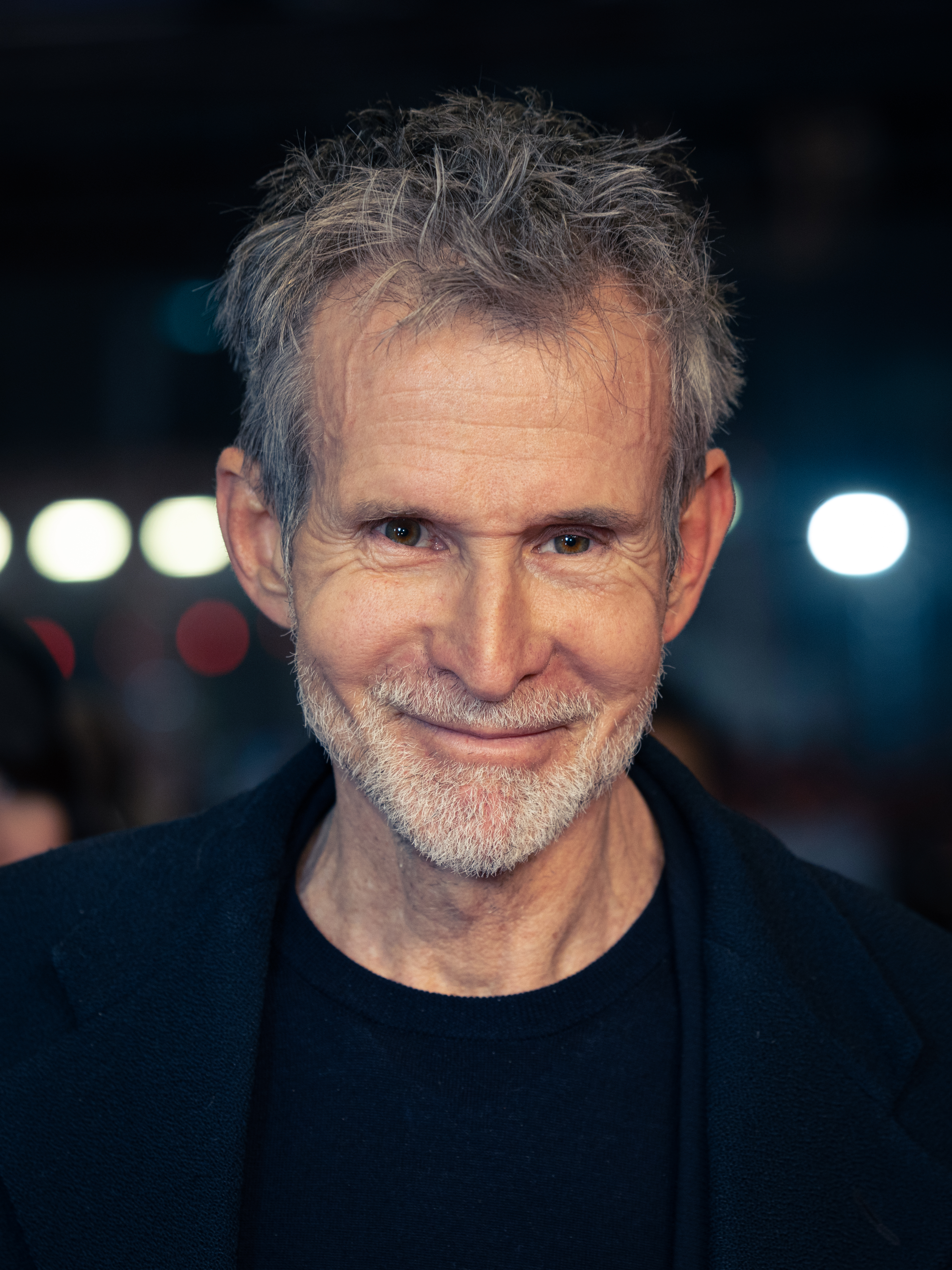
Ulrich Matthes spielt den Guru

In Deutschland wurde der Film von der FSK ab 16 Jahren freigegeben. In der Freigabebegründung heißt es, die überwiegend ruhig und einfühlsam erzählte Geschichte thematisiere im Rahmen der Sektengeschichte das Erwachsenwerden, die Abnabelung von den Eltern, Familienzusammenhalt und gesellschaftliche Zwänge. 16-Jährige seien aufgrund ihrer Medienerfahrung und Entwicklung in der Lage, in diesem jugendaffinen Kontext mit einzelnen dramatischen und emotional intensiven Momenten um selbstschädigendes Verhalten und Suizid umzugehen und sich ausreichend zu distanzieren.
Dietmar Kanthak schreibt in seiner Kritik für epd Film, Mariella Aumann trage den Film, und in der Rolle von Lea blicke sie halb gläubig, halb skeptisch auf eine Umgebung, die für ein Glücksversprechen das eigene Leben opfern würde. In Aumanns Mimik und in ihren expressiven Blicken spiegele sich das Dilemma eines sich seiner selbst noch unsicheren Teenagers und einer zunächst wehrlosen Tochter, der die Eltern eine absurde Entscheidung aufzwingen. Aumann beglaubige nuanciert die Entwicklung ihrer Figur, ihre gedankliche Emanzipation und wachsende Widerstandskraft. Sie begegne ihrem Kollegen Ulrich Matthes auf Augenhöhe. Beide könnten sich in puncto Intensität miteinander messen.

### Auszeichnungen
Braunschweig International Film Festival 2024
- Nominierung für den Braunschweiger Filmpreis
- Nominierung für den Deutsch-französischen Jugendpreis KINEMA[12]

Internationale Hofer Filmtage 2024
- Auszeichnung mit dem Förderpreis Neues Deutsches Kino (Benjamin Pfohl)
- Auszeichnung mit dem Kritikerpreis für die Beste Regie (Benjamin Pfohl)
- Auszeichnung mit dem Bild Kunst Förderpreis für das Szenenbild (Fryderyk Swierczynski)[13][14]

Leeds International Film Festival 2024
- Nominierung im Spielfilmwettbewerb
- Nominierung im Fanomenon Competition[15][16]

Sofia International Film Festival 2024
- Auszeichnung mit dem Young Jury Award im Internationalen Wettbewerb[17]

Zurich Film Festival 2023
- Nominierung in der Wettbewerbssektion Fokus Schweiz, Deutschland, Österreich (Benjamin Pfohl)[6]